# Карпцов, Бенедикт
Бенеди́кт Карпцов младший (нем. Benedikt Carpzov der Jüngere; 27 мая 1595, Виттенберг — 30 августа 1666, Лейпциг) — крупный немецкий юрист в области уголовного права, в Германии считается основателем современной немецкой правовой науки. Сын юриста Бенедикта Карпцова-старшего, не получившего широкой известности.
Из его четырёх братьев более известен Иоганн Карпцов (1607—1657) — профессор богословия в Лейпциге и автор «Hodegeticum» (1636).

## Биография
С 1636 года занимал должность заседателя высшего надворного суда в Лейпциге и с 1639 года был членом апелляционного суда; профессор в Лейпцигском университете. Получил известность по всей Германии как человек, решавший наиболее сложные уголовные дела, а также как знаток Библии. Карпцову на рассмотрение поступали дела со всей Германии. В то же время он получил печальную известность своим рвением в процессах над ведьмами.
Автор вышедшего в 1635 году труда «Об уголовных законах», в котором большое внимание уделено применению различных методов пыток.
Скончавшийся 30 августа 1666 года в Лейпциге, Бенедикт Карпцов был похоронен в университетской церкви св. Павла; до наших дней сохранилась его надгробная эпитафия, пережившая разрушение церкви в 1968 году.

## Сочинения
- «Practica nova imperialis Saxonica rerum criminalium», Wittenberg 1635, Frankfurt /main 1752
- «Peinlichen sächs. Inquisitions- u. Achterprozeß», Leipzig 1638, 1733
- «Processus juris in foro Saxonica», Frankfurt/Main 1638, Jena 1657, 1708
- «Responsa juris electoralia», Leipzig 1642
- «Jurisprudentia ecclesiastica seu consistorialis», Hannover 1649, 1721
- «Jurisprudentia forensis Romano-Saxiona», Frankfurt/Main 1638, Leipzig 1721